# Serie A 1990-1991 (calcio femminile)
L'edizione 1990-1991 è stata la ventiquattresima edizione del campionato italiano di Serie A femminile di calcio.
La Reggiana ha conquistato lo scudetto per la seconda volta nella sua storia. Il titolo di capocannoniere della Serie A è andato a Carolina Morace, calciatrice della Reggiana, autrice di 29 reti. Sono retrocessi in Serie B il Centomo Verona (successivamente riammesso in Serie A a completamento organico) e il Derthona. Dopo la quarta giornata di campionato, a causa della quarta rinuncia a scendere in campo, il Prato è stato escluso dal campionato e il 1º novembre 1990 è stato radiato dai ruoli federali.

## Stagione

### Novità
Al termine della stagione 1989-1990 il Verona, l'Aurora Mombretto e il Delfino sono stati retrocessi in Serie B. Al loro posto sono stati promossi il Woman Sassari e il Gravina Catania, vincitori dei due gironi della Serie B 1989-1990, più il Derthona, vincitore dello spareggio promozione.
Al termine del campionato il Giugliano Campania e il Modena Euromobil hanno rinunciato a iscriversi alla Serie A. Di conseguenza, il Verona è stato riammesso in Serie A e il Prato Sport è stato ripescato.

### Formato
Le 16 squadre partecipanti si affrontano in un girone all'italiana con partite di andata e ritorno per un totale di 30 giornate. Le ultime tre classificate retrocedono in Serie B.

## Squadre partecipanti
| Club                 | Città                   | Stagione precedente   |
| -------------------- | ----------------------- | --------------------- |
| Carrara              | Carrara                 | 13º posto in Serie A  |
| Centomo Verona       | Verona                  | 14º posto in Serie A  |
| Derthona             | Tortona (AL)            | 2º posto in Serie B/A |
| Firenze              | Firenze                 | 9º posto in Serie A   |
| Gravina              | Gravina di Catania (CT) | 1º posto in Serie B/B |
| Lazio CF             | Roma                    | 3º posto in Serie A   |
| Milan 82             | Milano                  | 4º posto in Serie A   |
| Monteforte Irpino    | Monteforte Irpino (AV)  | 8º posto in Serie A   |
| Pordenone Friulvini  | Pordenone               | 10º posto in Serie A  |
| Prato                | Prato (FI)              | 5º posto in Serie A   |
| Prato Sport          | Prato (FI)              | 2º posto in Serie B/B |
| Preca Fiammamonza    | Monza (MI)              | 7º posto in Serie A   |
| Reggiana R. Zambelli | Reggio Emilia           | Campione d'Italia     |
| Torino               | Venaria Reale (TO)      | 12º posto in Serie A  |
| Turris               | Torre del Greco (NA)    | 11º posto in Serie A  |
| Woman Sassari        | Sassari                 | 1º posto in Serie B/A |

## Classifica finale
|  | Pos. | Squadra              | Pt      | G  | V  | N  | P  | GF | GS  | DR  |
|  | ---- | -------------------- | ------- | -- | -- | -- | -- | -- | --- | --- |
|  | 1.   | Reggiana R. Zambelli | 53      | 28 | 25 | 3  | 0  | 85 | 7   | +78 |
|  | 2.   | Lazio CF             | 41      | 28 | 18 | 5  | 5  | 40 | 20  | +20 |
|  | 3.   | Turris               | 37      | 28 | 15 | 7  | 6  | 52 | 28  | +24 |
|  | 4.   | Preca Fiammamonza    | 34      | 28 | 13 | 8  | 7  | 39 | 22  | +17 |
|  | 5.   | Woman Sassari        | 33      | 28 | 12 | 9  | 7  | 33 | 21  | +12 |
|  | 6.   | Firenze              | 32      | 28 | 13 | 6  | 9  | 50 | 30  | +20 |
|  | 7.   | Monteforte Irpino    | 31      | 28 | 13 | 5  | 10 | 51 | 25  | +26 |
|  | 8.   | Milan 82             | 29      | 28 | 11 | 7  | 10 | 40 | 32  | +8  |
|  | 9.   | Torino               | 26      | 28 | 7  | 12 | 9  | 33 | 34  | -1  |
|  | 10.  | Gravina              | 26      | 28 | 10 | 6  | 12 | 29 | 37  | -8  |
|  | 11.  | Carrara              | 25      | 28 | 7  | 11 | 10 | 27 | 34  | -7  |
|  | 12.  | Pordenone Friulvini  | 23      | 28 | 7  | 9  | 12 | 25 | 38  | -13 |
|  | 13.  | Prato Sport          | 21      | 28 | 5  | 11 | 12 | 30 | 41  | -11 |
|  | 14.  | Centomo Verona       | 5       | 28 | 1  | 3  | 24 | 8  | 84  | -78 |
|  | 15.  | Derthona             | 4       | 28 | 1  | 2  | 25 | 17 | 106 | -89 |
|  | ---  | Prato                | Esclusa | -- | -- | -- | -- | -- | --  | --  |

Legenda:
      Campione d'Italia
      Retrocess1 in Serie B 1991-1992
      Esclusa dal campionato
Note:
Due punti a vittoria, uno a pareggio, zero a sconfitta.
Il Prato è stato escluso dal campionato dopo quattro rinunce (il 1º novembre è stato radiato dai ruoli federali).
Il Centomo Verona è stato successivamente riammesso in Serie A a completamento organico 1991-1992.

## Risultati

### Calendario
| andata      | 1ª giornata             | ritorno    |
| 22 set 1990 |                         | 9 feb 1991 |
| 0-8         | Derthona-Monteforte     | 0-7        |
| 2-0         | Fiammamonza-Prato Sport | 0-0        |
| 4-0         | Gravina Catania-Verona  | 1-0        |
| 1-1         | Lazio-Turris            | 0-2        |
| 2-1         | Pordenone-Milan 82      | 0-1        |
| 4-0         | Reggiana-Torino         | 4-1        |
| 0-0         | Sassari-Carrara         | 2-1        |
| 0-2 tav.    | Prato-Firenze           | n.d.       |

| andata      | 4ª giornata            | ritorno    |
| 27 ott 1990 |                        | 9 mar 1991 |
| 0-3         | Verona-Firenze         | 1-5        |
| 0-3         | Lazio-Reggiana         | 0-2        |
| 3-0         | Milan 82-Carrara       | 1-1        |
| 0-0         | Monteforte-Fiammamonza | 1-2        |
| 3-1         | Prato Sport-Derthona   | 2-2        |
| 0-0         | Torino-Turris          | 2-1        |
| 1-1         | Sassari-Pordenone      | 1-1        |
| 2-0 tav.    | Gravina Catania-Prato  | n.d.       |

| andata      | 7ª giornata              | ritorno    |
| 24 nov 1990 |                          | 6 apr 1991 |
| 2-1         | Verona-Torino            | 1-5        |
| 2-1         | Fiammamonza-Turris       | 1-4        |
| 1-1         | Firenze-Monteforte       | 1-3        |
| 0-3         | Gravina Catania-Milan 82 | 1-1        |
| 2-1         | Pordenone-Derthona       | 2-1        |
| 1-3         | Prato Sport-Lazio        | 1-1        |
| 0-0         | Reggiana-Sassari         | 2-0        |
|             | Riposa: Carrara          |            |

| andata      | 10ª giornata                | ritorno     |
| 15 dic 1990 |                             | 27 apr 1991 |
| 1-2         | Derthona-Carrara            | 0-4         |
| 5-1         | Fiammamonza-Gravina Catania | 0-2         |
| 2-0         | Lazio-Torino                | 0-0         |
| 5-0         | Reggiana-Pordenone          | 3-0         |
| 4-0         | Turris-Verona               | 4-1         |
| 1-2         | Firenze-Sassari             | 2-0         |
| 4-2         | Monteforte-Milan 82         | 1-2         |
|             | Riposa: Prato Sport         |             |

| andata      | 13ª giornata          | ritorno     |
| 12 gen 1991 |                       | 18 mag 1991 |
| 1-1         | Carrara-Pordenone     | 1-1         |
| 0-2         | Verona-Reggiana       | 0-5         |
| 0-3         | Firenze-Turris        | 2-2         |
| 0-1         | Gravina Catania-Lazio | 1-1         |
| 0-2         | Milan 82-Prato Sport  | 2-0         |
| 2-0         | Torino-Monteforte     | 1-2         |
| 1-0         | Sassari-Fiammamonza   | 1-0         |
|             | Riposa: Derthona      |             |

| andata      | 2ª giornata             | ritorno     |
| 29 set 1990 |                         | 16 feb 1991 |
| 1-0         | Carrara-Gravina Catania | 1-1         |
| 0-1         | Verona-Pordenone        | 0-5         |
| 5-1         | Turris-Derthona         | 2-1         |
| 1-0         | Firenze-Fiammamonza     | 0-0         |
| 1-2         | Monteforte-Lazio        | 0-0         |
| 0-1         | Prato Sport-Reggiana    | 1-2         |
| 0-0         | Torino-Sassari          | 0-2         |
| 2-0 tav.    | Milan 82-Prato          | n.d.        |

| andata      | 5ª giornata            | ritorno     |
| 10 nov 1990 |                        | 16 mar 1991 |
| 1-2         | Carrara-Prato Sport    | 2-1         |
| 0-3         | Verona-Sassari         | 0-2         |
| 5-1         | Fiammamonza-Derthona   | 2-1         |
| 1-3         | Firenze-Lazio          | 0-1         |
| 0-0         | Gravina Catania-Torino | 1-0         |
| 0-0         | Pordenone-Turris       | 0-2         |
| 2-0         | Reggiana-Milan 82      | 1-0         |
|             | Riposa: Monteforte     |             |

| andata     | 8ª giornata            | ritorno     |
| 1 dic 1990 |                        | 13 apr 1991 |
| 2-3        | Derthona-Torino        | 0-6         |
| 4-1        | Turris-Gravina Catania | 2-0         |
| 4-0        | Firenze-Carrara        | 0-0         |
| 1-0        | Lazio-Pordenone        | 1-0         |
| 1-1        | Milan 82-Sassari       | 1-0         |
| 3-1        | Monteforte-Prato Sport | 0-0         |
| 1-1        | Fiammamonza-Reggiana   | 1-3         |
|            | Riposa: Verona         |             |

| andata      | 11ª giornata             | ritorno    |
| 29 dic 1990 |                          | 4 mag 1991 |
| 1-0         | Carrara-Monteforte       | 0-2        |
| 0-2         | Verona-Lazio             | 0-3        |
| 4-0         | Gravina Catania-Derthona | 1-0        |
| 0-1         | Milan 82-Fiammamonza     | 1-1        |
| 1-1         | Pordenone-Firenze        | 0-1        |
| 0-1         | Torino-Prato Sport       | 1-1        |
| 2-3         | Sassari-Turris           | 1-0        |
|             | Riposa: Reggiana         |            |

| andata      | 14ª giornata              | ritorno     |
| 26 gen 1991 |                           | 25 mag 1991 |
| 0-2         | Derthona-Firenze          | 1-9         |
| 0-3         | Turris-Reggiana           | 1-4         |
| 1-1         | Fiammamonza-Carrara       | 2-1         |
| 7-0         | Monteforte-Verona         | 2-0         |
| 1-0         | Pordenone-Gravina Catania | 0-3         |
| 2-2         | Prato Sport-Sassari       | 0-1         |
| 3-3         | Torino-Milan 82           | 0-0         |
|             | Riposa: Lazio             |             |

| andata      | 3ª giornata              | ritorno    |
| 13 ott 1990 |                          | 2 mar 1991 |
| 3-1         | Carrara-Verona           | 2-0        |
| 1-4         | Derthona-Lazio           | 0-3        |
| 0-1         | Turris-Monteforte        | 1-0        |
| 0-0         | Fiammamonza-Torino       | 0-0        |
| 1-2         | Firenze-Milan 82         | 0-0        |
| 0-0         | Pordenone-Prato Sport    | 1-1        |
| 6-0         | Reggiana-Gravina Catania | 0-0        |
| 0-2 tav.    | Prato-Sassari            | n.d.       |

| andata      | 6ª giornata             | ritorno     |
| 17 nov 1990 |                         | 23 mar 1991 |
| 0-7         | Derthona-Reggiana       | 0-12        |
| 1-0         | Lazio-Fiammamonza       | 0-1         |
| 7-0         | Milan 82-Verona         | 3-1         |
| 2-1         | Monteforte-Pordenone    | 0-1         |
| 2-4         | Prato Sport-Firenze     | 1-2         |
| 1-1         | Torino-Carrara          | 0-0         |
| 0-0         | Sassari-Gravina Catania | 0-1         |
|             | Riposa: Turris          |             |

| andata     | 9ª giornata             | ritorno     |
| 8 dic 1990 |                         | 20 apr 1991 |
| 0-2        | Carrara-Reggiana        | 0-3         |
| 0-3        | Gravina Catania-Firenze | 1-2         |
| 0-2        | Pordenone-Fiammamonza   | 0-3         |
| 1-1        | Sassari-Monteforte      | 1-2         |
| 0-2        | Verona-Derthona         | 0-0         |
| 0-2        | Milan 82-Lazio          | 1-2         |
| 1-1        | Prato Sport-Turris      | 2-3         |
|            | Riposa: Torino          |             |

| andata     | 12ª giornata               | ritorno     |
| 5 gen 1991 |                            | 11 mag 1991 |
| 0-1        | Derthona-Milan 82          | 1-3         |
| 0-2        | Lazio-Sassari              | 2-0         |
| 2-2        | Pordenone-Torino           | 2-3         |
| 3-1        | Reggiana-Firenze           | 1-0         |
| 1-1        | Turris-Carrara             | 0-0         |
| 2-0        | Monteforte-Gravina Catania | 0-1         |
| 0-0        | Prato Sport-Verona         | 1-1         |
|            | Riposa: Fiammamonza        |             |

| andata     | 15ª giornata                | ritorno    |
| 2 feb 1991 |                             | 1 giu 1991 |
| 0-1        | Carrara-Lazio               | 2-3        |
| 0-1        | Verona-Fiammamonza          | 0-6        |
| 3-0        | Firenze-Torino              | 0-2        |
| 1-2        | Gravina Catania-Prato Sport | 4-2        |
| 0-3        | Milan 82-Turris             | 1-2        |
| 2-1        | Reggiana-Monteforte         | 2-0        |
| 4-0        | Sassari-Derthona            | 3-0        |
|            | Riposa: Pordenone           |            |

#### Classifica marcatrici
| Gol | Rigori |  | Giocatore           | Squadra              |
| --- | ------ |  | ------------------- | -------------------- |
| 29  |        |  | Carolina Morace     | Reggiana R. Zambelli |
| 21  | 1      |  | Patrizia Sberti     | Firenze              |
| 18  |        |  | Adele Marsiletti    | Reggiana R. Zambelli |
| 15  |        |  | Marilù Baldelli     | Reggiana R. Zambelli |
| 14  | 1      |  | Monia Gazzaroli     | Fiammamonza          |
| 14  | 1      |  | Carmela Criscitello | Monteforte Irpino    |
| 13  |        |  | Paola Cancelli      | Carrara              |
| 13  |        |  | Cristiana Pugliese  | Turris               |
| 12  |        |  | Eleonora Brambilla  | Milan 82             |
| 11  | 5      |  | Maria Macrì         | Derthona             |
| 11  | 4      |  | Barbara Nardi       | Turris               |
| 11  |        |  | Susanne Augustesen  | Lazio CF             |
| 11  |        |  | Michela Ulivieri    | Prato Sport          |